# Entre canibales
Entre canibales è una telenovela argentina del 2015.

## Trama
Protagonizzata da Natalia Oreiro e Benjamín Vicuña, narra la storia di Ariana (nome falso che Ángeles ha usato per nascondere la sua identità), che durante l'adolescenza subisce uno stupro insieme ad una sua amica (per prepararsi al suo ruolo, Natalia Oreiro ha fatto delle sedute con una psicologa specialista in violenza di genere). Da questo brutto episodio Ariana rimane incinta e non potendo farsi carico del bambino lo affida ad un suo amico sacerdote, rimanendo sempre in contatto con quest'ultimo per ricevere aggiornamenti su suo figlio. Vent'anni dopo Ariana decide di tornare per avvicinarsi a suo figlio e per fare giustizia. Incontra Agustín, un avvocato di cui si innamorerà, senza sapere che fu proprio lui a violentarla 20 anni prima.

## Premi e riconoscimenti
- Premi Martin Fierro 2015[2]
  - Miglior attore protagonista della fiction quotidiana (Joaquín Furriel)
  - Miglior attrice protagonista della fiction quotidiana (Natalia Oreiro)